# 巨勢池長
巨勢 池長（こせ の いけなが）は、奈良時代の貴族。官位は従五位上・武蔵介。

## 経歴
天平神護3年（767年）従五位下に叙爵し、翌神護景雲2年（768年）右馬助に任ぜられる。
光仁朝に入ると、宝亀元年（770年）越前員外介として地方官に転じ、翌宝亀2年（771年） 越前介に昇格する。宝亀7年（776年）従五位上・右衛士佐に叙任されると、宝亀11年（780年）中衛少将と光仁朝後半は武官を務めた。
天応元年（781年）桓武天皇の即位後間もなく、武蔵介に任ぜられて再び地方官に転じている。

## 官歴
『続日本紀』による。
- 時期不詳：正六位上
- 天平神護3年（767年） 正月19日：従五位下
- 神護景雲2年（768年） 2月18日：右馬助
- 宝亀元年（770年） 12月28日：越前員外介
- 宝亀2年（771年） 閏3月1日：越前介
- 宝亀7年（776年） 正月7日：従五位上。3月6日：右衛士佐
- 宝亀11年（780年） 9月1日：中衛少将
- 天応元年（781年） 5月25日：武蔵介